# Archetype
Archetype — пятый студийный альбом метал группы Fear Factory, выпущенный 19 апреля 2004 года лейблом Liquid 8.

## Об альбоме
Archetype не является концептуальным, что нехарактерно для группы. В музыкальном плане альбом схож с Demanufacture. Кроме стандартного CD-издания, Archetype был выпущен ограниченной серией диджипаком с бонусным DVD, содержащим выступление группы, записанное на «Australian Tour 2004», клип на песню «Cyberwaste» и документальные кадры с записи Archetype. Также в некоторых диджипаках находились «золотые» билеты, которые давали возможность посетить концерт Fear Factory. Это первый альбом, записанный без одного из основателей группы Дино Касареса.
Тематика Archetype базируется на проблемах общества. Так, песня «Cyberwaste» посвящена роли интернета в жизни людей.

## Список композиций
| №                   | Название                               | Длительность |
| ------------------- | -------------------------------------- | ------------ |
| 1.                  | «Slave Labor»                          | 3:53         |
| 2.                  | «Cyberwaste»                           | 3:18         |
| 3.                  | «Act of God»                           | 5:08         |
| 4.                  | «Drones»                               | 5:02         |
| 5.                  | «Archetype»                            | 4:36         |
| 6.                  | «Corporate Cloning»                    | 4:24         |
| 7.                  | «Bite the Hand That Bleeds»            | 4:09         |
| 8.                  | «Undercurrent»                         | 4:05         |
| 9.                  | «Default Judgement»                    | 5:24         |
| 10.                 | «Bonescraper»                          | 4:12         |
| 11.                 | «Human Shields»                        | 5:16         |
| 12.                 | «Ascension» (Fear Factory/Rhys Fulber) | 7:05         |
| 13.                 | «School» (Nirvana cover)               | 2:38         |
| Общая длительность: | Общая длительность:                    | 59:00        |

| №   | Название               | Длительность |
| --- | ---------------------- | ------------ |
| 14. | «Australian Tour 2004» | 56:27        |
| 15. | «Cyberwaste» (Клип)    | 3:35         |

## Участники записи
- Бертон Белл − вокал
- Кристиан Волберс − гитара, микширование
- Раймонд Эррера − ударные
- Байрон Страуд — бас-гитара
- Джон Бечдел − клавишные

## Чарты
| Год  | Чарт                   | Позиция |
| ---- | ---------------------- | ------- |
| 2004 | The Billboard 200      | 30      |
| 2004 | Top Independent Albums | 2       |